# 小行星9052
小行星9052（英語：9052 Uhland）是一颗围绕太阳公转的小行星。1991年10月30日，佛蒙特·伯根在陶腾堡发现了此天体。
这颗小行星的绝对星等为33.79030053974316等。